# 建部町福渡

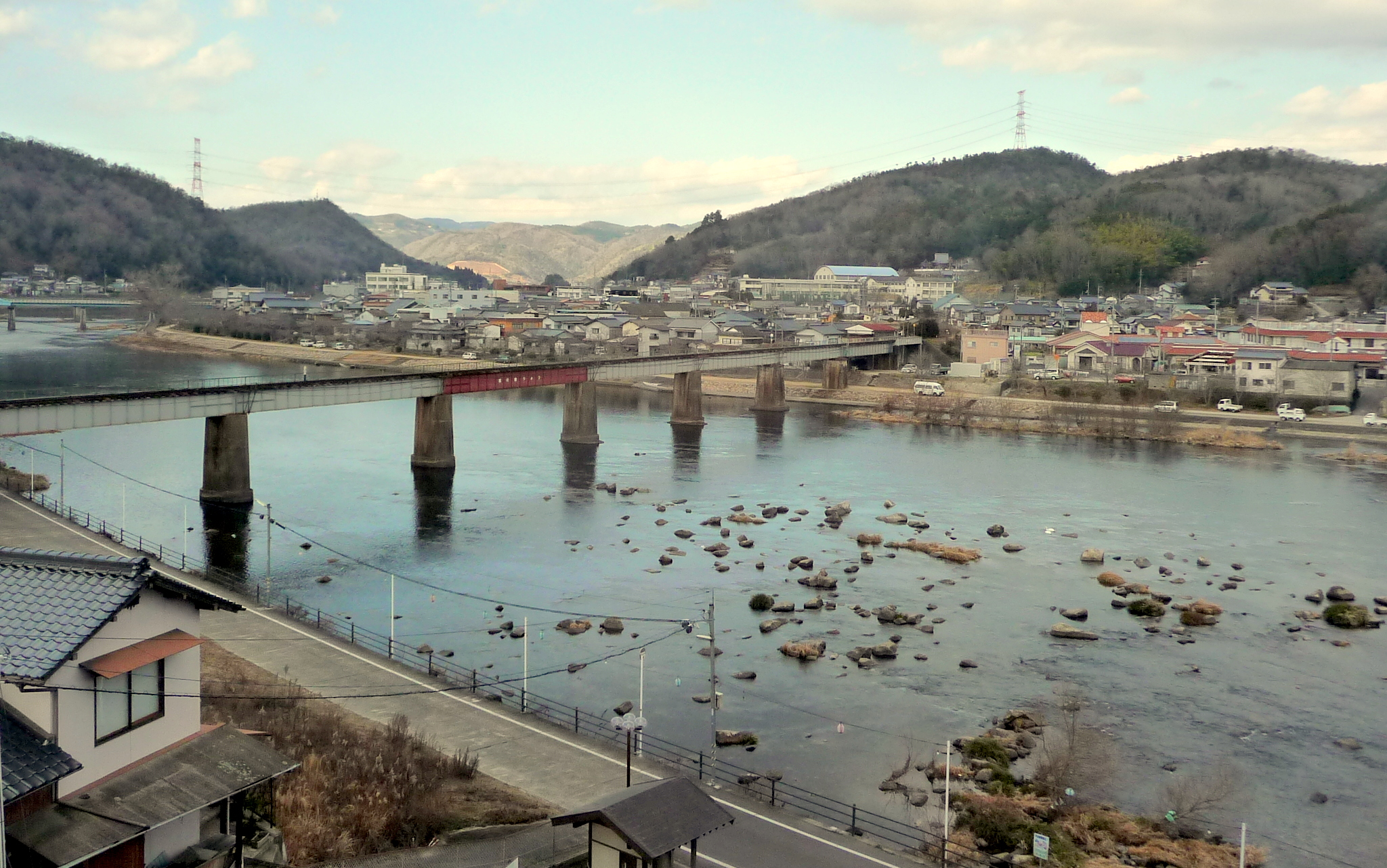
八幡温泉郷から福渡の町並みを望む

建部町福渡（たけべちょうふくわたり Takebe-Chō Fukuwatari）は、岡山県岡山市北区建部町の中央部に位置する大字である。旧久米郡福渡村福渡、久米郡福渡町福渡、御津郡建部町福渡。郵便番号は709-3111（福渡郵便局管区）。
旭川の向かいは旧備前国であり、津山街道の渡し舟があったこと、岡山と津山の中間に位置することから、古くより「行こか岡山、戻ろか津山、ここが思案の深渡し」とうたわれた。なお、「福渡」の地名の由来は、「深渡し」が「福渡し」と訛り、後に「福を渡してしまってはならない」との判断から「福渡（ふくわたり）」と改称されたとされる。

## 地理
岡山市北区建部町の中心地であり、旧美作国の南端にあたる。
西側を旭川が北から南に流れており、それに沿って町場が形成されている。
津山街道の宿場町として栄えた上之町・中之町・下之町のほか、福渡駅開業に伴い形成された福渡商店街を有する旭町・栄町、その後に形成された緑町・錦町などからなる。
それらの東には、建部町下神目と接する峠である石引乢（いしびきたわ）に至る道中に石引（いしびき）集落がある。
東部は吉備高原の一角をなす山地で、乳用牛の飼養されている上山牧場や、森林が広がっている。

### 河川
- 旭川（一級河川、以下は支流）
  - 石引川（いしびきがわ）
  - 豊楽寺口川（ぶらくじぐちがわ）

### 池
- 石引池（いしびきいけ）

## 歴史

### 沿革
- 1889年6月1日 - 町村制施行に伴い、久米南条郡福渡村が、川口村、下神目村、豊楽寺村が合併し、新たな福渡村となる。当地に福渡村役場を置く。
- 1900年4月1日 - 久米南条郡が久米北条郡と合併し、久米郡となる。
- 1922年11月23日 - 福渡村が町制、福渡町となる。
- 1955年2月1日 - 福渡町が久米郡鶴田村と合併し、新たな福渡町となる。当地に福渡町役場を置く。
- 1967年1月15日 - 久米郡福渡町が御津郡建部町と合併したことにより、御津郡建部町福渡となる。当地に建部町役場を置く。
- 2007年（平成19年）1月22日 - 御津郡建部町が岡山市と合併し、岡山市建部町福渡となる。当地に岡山市建部支所を置く。
- 2009年（平成21年）4月1日 岡山市が政令指定都市に移行した事に伴い、岡山市北区建部町福渡となる。当地に岡山市北区役所建部支所を置く。

## 施設
公共・観光
- 岡山市北区役所建部支所
- 岡山市立建部町公民館
- 岡山市立建部町図書館
- 建部町産業観光物産案内所

警察・消防・郵便・金融機関等
- 岡山北警察署建部駐在所
- 岡山市北消防署建部出張所
- 福渡郵便局
- 中国銀行福渡支店
- トマト銀行福渡支店
- 岡山市農業協同組合福渡支所
- 旭川南部漁業協同組合連合会
- 岡山北商工会建部支所

教育
- 岡山市立福渡第二保育園（2017年4月から休園）[1]。
- 廃校
  - 岡山県立福渡高等学校（現・岡山県立岡山御津高等学校）
  - 建部町立福渡中学校（現・岡山市立建部中学校）
  - 岡山・建部 医療福祉専門学校（2014年4月開校、2024年３月閉校）

医療・福祉
- 岡山市久米南町組合立国民健康保険福渡病院
- 岡山市久米南町組合立訪問看護ステーション
- 岡山市北区北保健センター建部分館
- 旭水荘　（特別養護老人ホーム）
- 建部町在宅福祉サービスセンター ほのぼの荘
- 岡山市高齢者福祉施設 福寿苑
- 岡山市障害者生活支援センター こら～れ
- デイサービスセンター わかば
- 葵の園・岡山福渡（介護老人保健施設。2014年12月開設）

寺社
- 八幡神社
- 妙福寺

その他
- UAゼンセン中央教育センター「友愛の丘」[2]（合宿研修施設）
- 上山牧場

## 主なイベント
- 建部町納涼花火大会（毎年8月）

## 小・中学校の学区
- 岡山市立福渡小学校・岡山市立建部中学校の学区に属する。

## 交通

### 鉄道路線

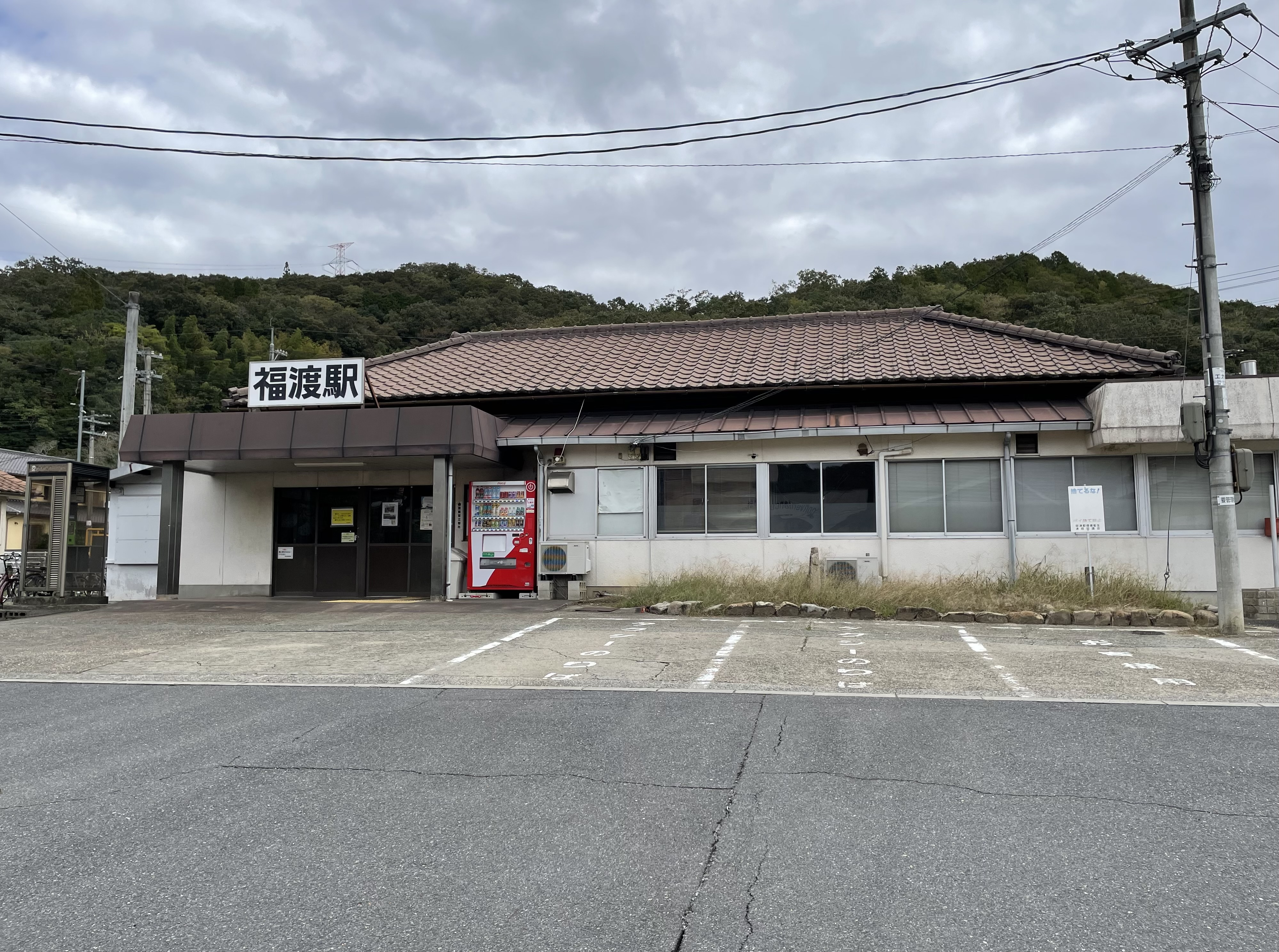
福渡駅

- JR津山線：福渡駅

### 道路
- 一般国道
  - 国道53号
- 県道
  - 岡山県道423号福渡停車場線

### バス
- 御津・建部コミュニティバス

## 出身・ゆかりの人物
出身者
- 江田三郎 - 政治家

ゆかりの人物
- 石坂桑亀（1788-1851） - 江戸時代の蘭方医。久米北条郡境村（現・美咲町境）で生まれ[3]、京都の吉益南涯塾で漢方、古医学を、大坂の合水堂で外科を学んで1819年に福渡村で開業、1820年に長崎に遊学し、シーボルトの鳴滝塾で蘭方を学んで帰郷し、経済的才も認められて足守藩の勝手作廻方兼藩医物頭となる[4]。1842年にこれを辞して倉敷の富豪の招きで同地へ転居し開業、婿養子の石坂堅壮と二男・典礼に医院を託して1845年福渡へ帰郷[4]。墓は現在の建部町建部上にある[5]。